# James Sheridan Muspratt

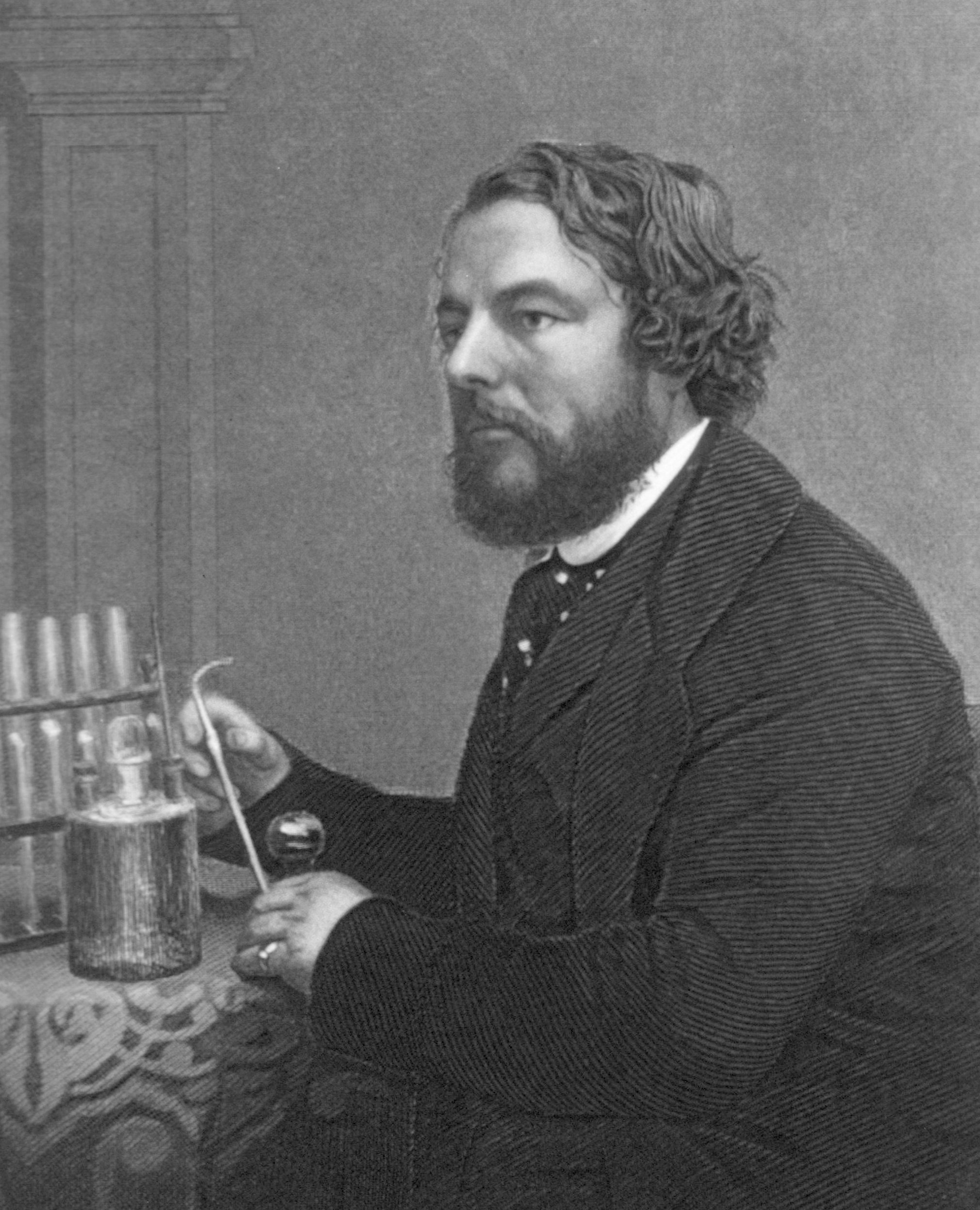
James Sheridan Muspratt

James Sheridan Muspratt (* 8. März 1821 in Dublin, Irland; † 3. Februar 1871 in West Derby bei Liverpool) war ein britischer Chemiker.

## Leben und Wirken
Der Sohn des Chemikers James Muspratt studierte Chemie bei Thomas Graham in Glasgow und London sowie von 1843 bis 1845 bei Justus von Liebig in Gießen. Er war dann zunächst als Assistent des Liebig-Schülers August Wilhelm von Hofmann tätig, ehe er im Jahr 1848 das Liverpool College of Chemistry gründete, wo er auch als Professor lehrte.
Von 1854 an publizierte Muspratt sein in mehreren Faszikeln erscheinendes Handbuch Chemistry, Theoretical, Practical and Analytical. Das Werk legte seinen Schwerpunkt weniger auf den theoretischen Hintergrund, als auf die praktische Nutzanwendung industrieller chemischer Verfahren und bot damit zugleich einen Überblick über den Stand der britischen Chemieindustrie Mitte des 19. Jahrhunderts. Das rund 2000-seitige Handbuch enthielt 80 Einträge zu Stichworten wie Alaun, Ammoniak, Essigsäure oder Lack. Außerdem sind 31 Radierungen mit Chemikerportraits des 19. Jahrhunderts abgedruckt. Neben einer russischen Übersetzung wurde Muspratts Werk auch von Friedrich Stohmann ins Deutsche übersetzt und dabei inhaltlich neu bearbeitet. Die deutsche Ausgabe erschien in mehreren Auflagen und war der Vorläufer für Fritz Ullmanns spätere Encyklopädie der technischen Chemie.
Für seine Verdienste wurde Muspratt von der Harvard University die Ehrendoktorwürde verliehen. Seit 1850 war er Mitglied der Royal Society of Edinburgh.

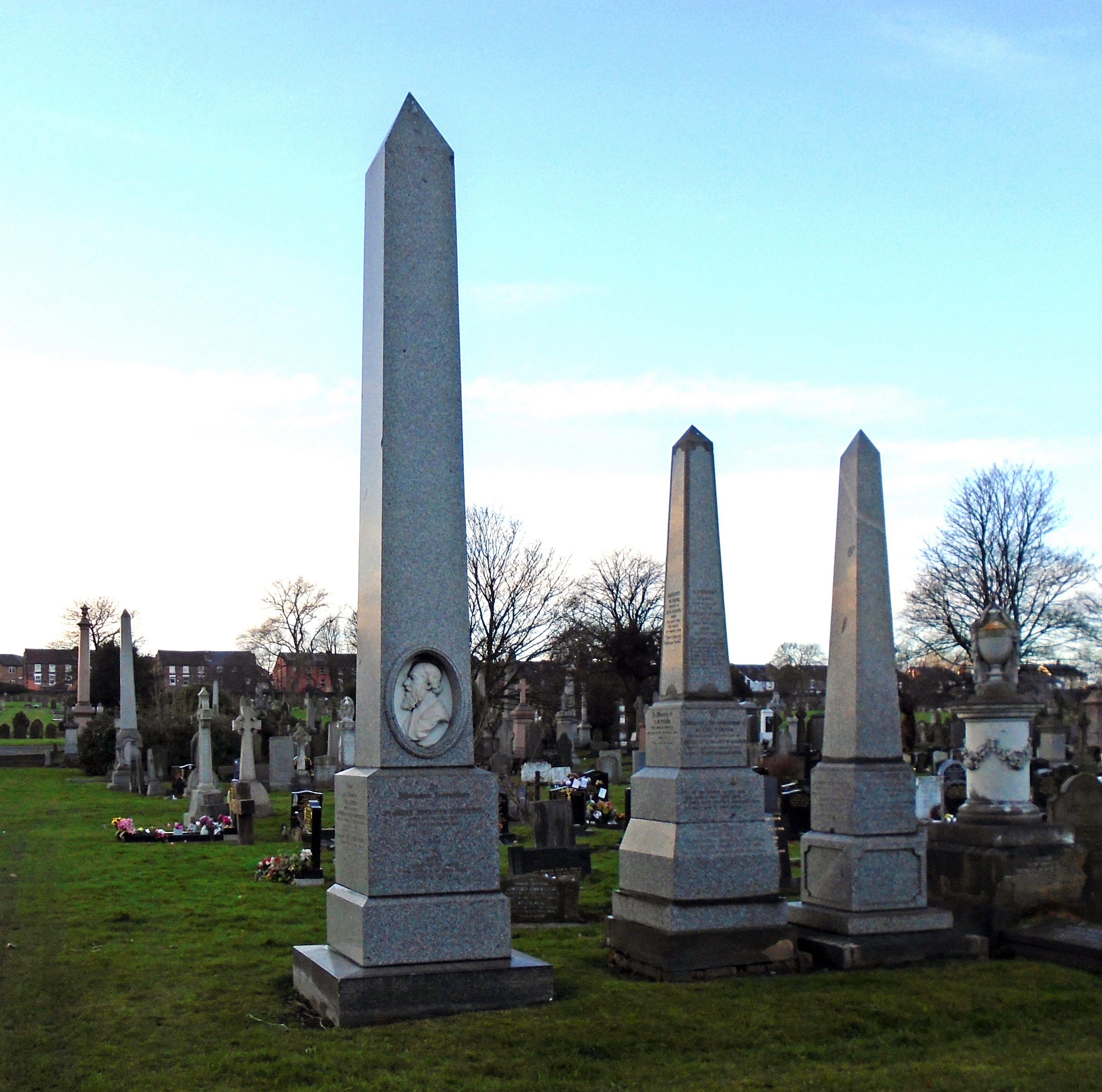
Denkmal auf dem Friedhof von Toxteth Park

## Werke (Auswahl)
- Outlines of Analysis, 1849
- Theoretische, praktische und analytische Chemie in Anwendung auf Künste und Gewerbe (Originaltitel: Chemistry, Theoretical, Practical and Analytical, 1854). Verlag C. A. Schwetschke & Sohn, Braunschweig, 1.–3. Aufl. Braunschweig 1854–1880, 4. Aufl. Vieweg Verlag, Braunschweig 1888–1922 (unter dem geänderten Titel Encyclopädisches Handbuch der technischen Chemie)